# 陈守民
陈守民（1960年4月—），男，湖北汉川人，中华人民共和国军事人物、政治人物，中国人民解放军少将，曾任中共海南省委常委，中国人民解放军海南省军区司令员，中共十九大代表。